# Per Petter Christiansson Steineck
Per Petter Christiansson Steineck, lub Steijnech (ur. 10 lipca 1822 w Malmö, zm. ?) – oficjalny szwedzki kat (Skarprättare), zatrudniony przez władze kraju w latach 1862–1887. Wyroki wykonywał, wedle ówczesnego prawa, poprzez ścięcie toporem.
Znany jest głównie z tego iż wykonał jedną z dwóch ostatnich egzekucji publicznych w tym kraju. Sama egzekucja także zapisała się w dziejach (odbyła się dnia 18 maja 1876). Skazaniec, morderca Konrad Petterson Lundqvist Tector, został zdekapitowany dopiero za drugim razem. Prawdopodobne jest, iż Steineck był wtedy pijany. Przyczyniło się to znacznie do niesławnej pamięci, jaka pozostała po nieudolnym kacie.
Mimo to Steineck został zatrudniony do wykonania jeszcze jednego wyroku: na Nilsie Peterze Hagströmie (29 marca 1887). Trzy miesiące później wyemigrował wraz z rodziną do Stanów Zjednoczonych, gdzie osiadł w Nowym Jorku.